# Mayaguana
Mayaguana is het meest oostelijke eiland en district van de Bahama's. Het is een van de twee Bahama-eilanden die hun Arawakse naam hebben behouden. Het andere eiland met originele Arawakse naam heet Inagua. In 2000 bedroeg het aantal inwoners 259, recent gestegen tot 312. Het eiland meet 285 km².
Gesitueerd ongeveer 60 mijl ten noorden van Inagua en 350 mijl ten zuiden van de hoofdstad Nassau, kan je Mayaguana best situeren als halverwege Zuid-Florida en Puerto Rico; het bevindt zich ongeveer 450 nautische mijl verwijderd van Palm Beach (Florida).  Het is een populair rustpunt voor zeilboten op de rechtstreekse zeeroute naar de Caraïbische Zee.

## Geschiedenis
Mayaguana was onbewoond tot 1812, toen een migratie vanaf de Turks- en Caicos eilanden, 60 mijl zuidoostwaarts, plaatsvond.
Tijdens de NASA Mercury- en Apollo-vluchten, bevond zich op het eiland een ruimteschipvolgstation op de plek waar nu het vliegveld van Mayaguana is gesitueerd.

## Mens en cultuur
De grootste nederzetting is Abraham's Bay aan de zuidkust; andere nederzettingen zijn de dorpen Betsy Bay en Pirate's Well in het noordwesten. De onbewoonde gebieden Upper Point (noordkust), Northeast Point en Southeast Point zijn grotendeels ontoegankelijk.
Als minst ontwikkeld Bahama-eiland heeft Mayaguana nooit grote bevolkingsaanwas gekend. De meeste inwoners leven van visvangst en akkerbouw. Omdat Mayaguana erg geïsoleerd ligt is de postboot, die een keer per week het eiland aandoet, het belangrijkste verbindingsmiddel met de rest van de wereld. 

## Habitat
Mayaguana heeft vruchtbare grond, zeer geschikt voor akkerbouw en beboste terreinen. Lignum vitae en ander hardhout worden op het gehele eiland aangetroffen. Op het eiland bevinden zich verschillende staatsnatuurparken.
Dit meest oostelijke eiland in de Bahamaketen grenst aan de diepe wateren van de Atlantische Oceaan. Er zijn veel onderzeese koraalriffen te midden van talloze scheepswrakken..
Het eiland is bereikbaar via Mayaguana Airport (MYG), ten zuidoosten van Abraham's Bay en wordt aangevlogen door Bahamasair en privé-vliegtuigen.

## Recente gebeurtenissen
Op 1 september 2008 lag het eiland in het pad van de tropische storm Hanna.